# CroisiEurope
Croisieurope è una compagnia di crociere fluviali operante in Europa. Ha sede a Strasburgo in Francia. CroisiEurope dispone di una flotta di 26 navi.

## Storia
La società viene fondata nel 1976, quando Gérard Schmitter crea Alsace Croisières. Ha cominciato noleggiando una barca, “Le Strasbourg” al Porto Autonomo di Strasburgo. 

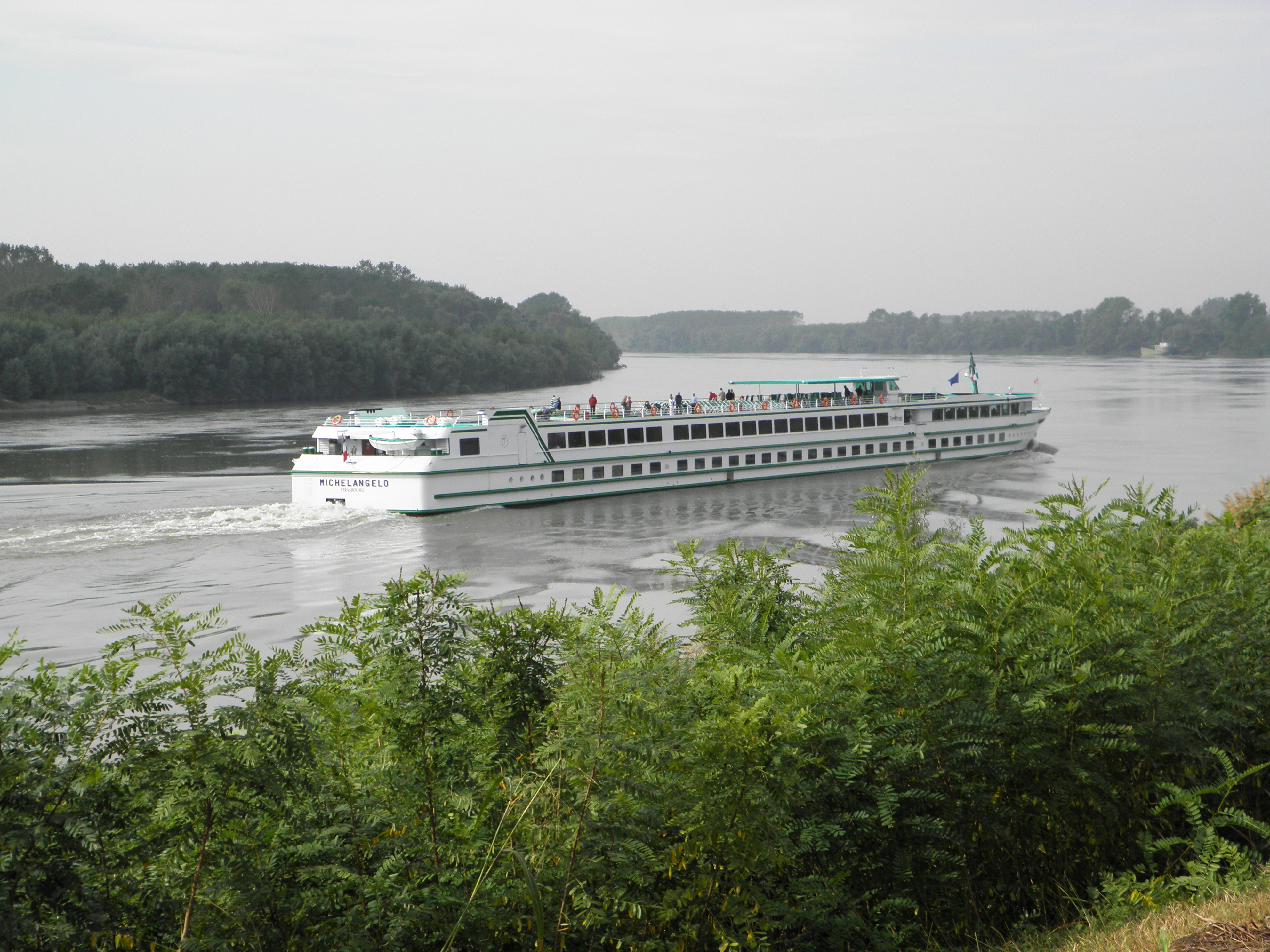
La motonave Michelangelo in navigazione sul fiume Po nei pressi dell'abitato di Guarda Veneta, provincia di Rovigo.

La compagnia acquista il suo primo battello nel 1982, chiamato “Alsace I”, sempre per traghetti sulla giornata.
Nel 1984, la società acquista le sue prime navi dotate di cabine : il “Hansi”, il “Kléber”, il “Petite France”. Queste imbarcazioni navigano sulle acque del Reno e i suoi affluenti.
Nel 1993 iniziano le prime crociere sur Danubio.
Alsace Croisière diventa CroisiEurope nel 1997.
Nel 1999, i figli del fondatore (Patrick, Philippe, Christian e Anne-Marie) prendono il posto del padre alla testa della società.
La marca CroisiMer è creata nel 2007 per proporre crociere maritime. La prima si effettua a bordo del « MS Belle de l'Adriatique » in Croazia nel 2008.
Nel 2009 è costruito il "MS Vivaldi".
Viene creata la divisione CroisiYacht.
Nel 2012 scompare il fondatore, Gérard Schmitter, all'età di 76 anni. Lo stesso anno viene inaugurato un battello omonimo in suo ricordo.
Nel 2015 notiamo l'arrivo della terza generazione nell'impresa famigliare.

## Flotta

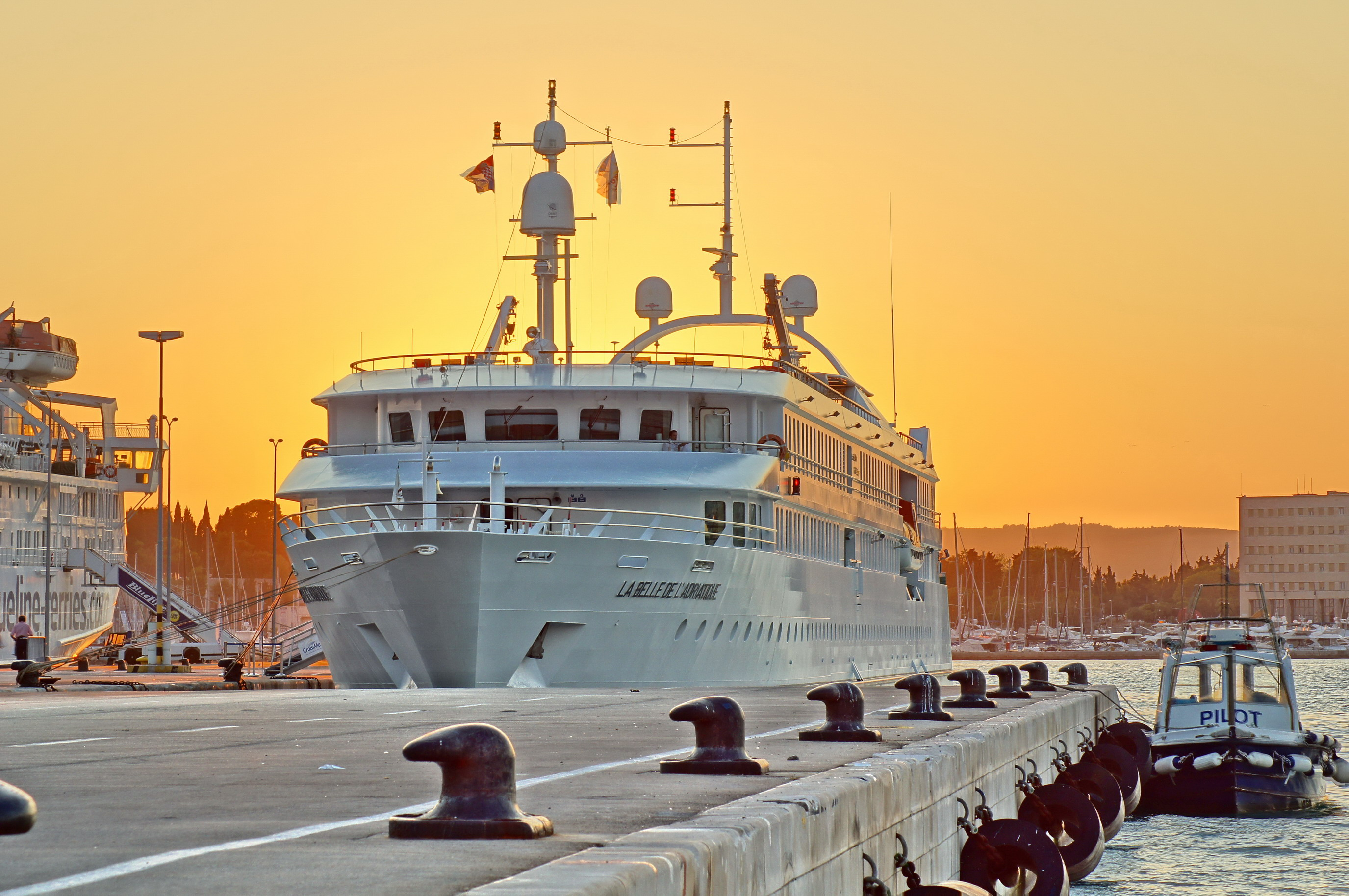
La Belle de l'Adriatique a Spalato, il 3 ottobre 2011.

| Battello                    | Destinazione                 | Anno di messa in servizio | Tipo/ "ancore"         | Lunghezza | Numero di cabine doppie | Capacità |
| --------------------------- | ---------------------------- | ------------------------- | ---------------------- | --------- | ----------------------- | -------- |
| MS Elbe Princesse           | Elba (Berlino-Praga)         | 2016                      | Ruote a pale/ 5 ancore | 95 m      | 40                      | 80       |
| MS Gérard Schmitter         | Reno e affluenti             | 2012                      | 3 ponti/ 5 ancore      | 110 m     | 88                      | 176      |
| MS Lafayette                | Reno                         | 2014                      | 2 ponti/ 5 ancore      | 90 m      | 44                      | 88       |
| MS Vivaldi                  | Danubio e Reno               | 2009                      | 3 ponti/ 5 ancore      | 110 m     | 88                      | 176      |
| MS L'Europe                 | Danubio e Reno               | 2007                      | 3 ponti/ 4 ancore      | 110 m     | 90                      | 180      |
| MS Beethoven                | Danubio e Reno               | 2007                      | 3 ponti/ 4 ancore      | 110 m     | 90                      | 180      |
| MS Leonard De Vinci         | Reno e affluenti             | 2007                      | 2 ponti/ 4 ancore      | 110 m     | 72                      | 144      |
| MS Modigliani               | Reno e affluenti             | 2007                      | 2 ponti/ 4 ancore      | 110 m     | 78                      | 156      |
| MS Victor Hugo              | Tisza, Elba, Danubio e Reno  | 2007                      | 2 ponti/ 4 ancore      | 82 m      | 49                      | 98       |
| MS Mona Lisa                | Reno e affluenti             | 2010                      | 2 ponti/ 4 ancore      | 110 m     | 49                      | 98       |
| MS Symphonie                | Reno e Danubio               | 2010                      | 2 ponti/ 4 ancore      | 110 m     | 79                      | 158      |
| MS Monet                    | Reno e affluenti e Danubio   | 2007                      | 2 ponti/ 4 ancore      | 110 m     | 78                      | 156      |
| MS La Bohème                | Danubio e Reno               | 2007                      | 2 ponti/ 4 ancore      | 110 m     | 80                      | 160      |
| MS Douce France             | Reno e affluenti             | 1997                      | 2 ponti/ 4 ancore      | 110 m     | 79                      | 158      |
| Jeanine                     | Borgogna                     | 2013                      | Barchetta              |           | 12                      | 24       |
| Madeleine                   | Alsazia                      | 2014                      | Barchetta              |           | 12                      | 24       |
| Anne-Marie                  | Provenza                     | 2014                      | Barchetta              |           | 12                      | 24       |
| Raymonde                    | Champagne                    | 2014                      | Barchetta              |           | 12                      | 24       |
| Déborah                     | Loiret                       | 2016                      | Barchetta              |           | 11                      | 22       |
| Danièle                     | Garonna                      | 2016                      | Barchetta              |           | 11                      | 22       |
| MS Seine Princess           | Senna                        | 2015                      | 2 ponti/ 5 ancore      | 110 m     | 67                      | 138      |
| MS Botticelli               | Senna                        | 2010                      | 2 ponti/ 4 ancore      | 110 m     | 75                      | 150      |
| MS France                   | Senna                        | 2010                      | 2 ponti/ 4 ancore      | 110 m     | 78                      | 156      |
| MS Renoir                   | Senna                        | 2010                      | 2 ponti/ 4 ancore      | 110 m     | 78                      | 156      |
| MS Cyrano De Bergerac       | Gironda                      | 2013                      | 3 ponti/ 5 ancore      | 110 m     | 87                      | 174      |
| MS Princesse d'Aquitaine    | Gironda                      | 2011                      |                        | 110 m     | 69                      | 138      |
| MS Loire Princesse          | Loira (Saint-Nazaire-Angers) | 2015                      | 2 ponti/ 5 ancore      | 110 m     | 48                      | 96       |
| MS Belle de Cadix           | Guadiana e Guadalquivir      | 2010                      | 3 ponti/ 5 ancore      | 110 m     | 88                      | 178      |
| MS Michelangelo             | Po                           | 2011                      |                        | 110 m     | 78                      | 156      |
| MS Camargue                 | Rodano e Saona               | 2015                      | 2 ponti/ 5 ancore      | 90 m      | 50                      | 100      |
| MS Mistral                  | Rodano e Saona               | 2007                      | 2 ponti/ 4 ancore      | 110 m     | 79                      | 160      |
| MS Van Gogh                 | Rodano e Saona               | 2007                      | 2 ponti/ 4 ancore      | 110 m     | 78                      | 158      |
| MS Gil Eanes                | Duero                        | 2015                      | 3 ponti/ 5 ancore      | 75 m      | 66                      | 132      |
| MS Infante D. Henrique      | Duero                        | 2014                      | 3 ponti                | 75 m      | 71                      | 142      |
| MS Fernão de Magalhães      | Duero                        | 2011                      | 3 ponti/ 4 ancore      | 75 m      | 71                      | 142      |
| MS Vasco Da Gama            | Duero                        | 2014                      | 3 ponti                | 75 m      | 71                      | 142      |
| MS La Belle de L'Adriatique | Mar Adriatico                | 2007                      | 3 ponti/5 ancore       | 110 m     | 99                      | 198      |
| MS Galateia                 | Mar Mediterraneo             | 2009                      | Yacht                  | 24 m      | 4                       | 8        |
| RV Indochine                | Mekong                       | 2008                      |                        | 51 m      | 24                      | 48       |
| RV Lan-Diep                 | Mekong                       | 2007                      |                        | 50 m      | 22                      | 44       |
| RV Toum Tiou II             | Mekong                       | 2008                      |                        | 38 m      | 14                      | 28       |
| RV Toum Tiou                | Mekong                       | 2002                      |                        | 38 m      | 10                      | 20       |
| RV Indochine II             | Mekong                       | 2017                      |                        | 65 m      | 30                      | 60       |